# Come divenni deputato
Come divenni deputato (In Again, Out Again) è un film del 1917 diretto da John Emerson, interpretato da Douglas Fairbanks e da Arline Pretty.
Girato a Los Angeles e sceneggiato da Anita Loos, il film - prodotto da Fairbanks - venne distribuito dalla Artcraft Pictures Corporation che lo distribuì nelle sale il 30 aprile 1917. In un piccolo ruolo, appare anche Erich von Stroheim, che firma pure le scenografie del film.
Si tratta, inoltre, del debutto cinematografico del pugile e wrestler italo-americano Bull Montana.

## Produzione
Il film fu prodotto dalla Douglas Fairbanks Pictures.

## Distribuzione
Distribuito dalla Artcraft Pictures Corporation, il film uscì nelle sale cinematografiche USA il 30 aprile 1917. In Italia uscì nelle sale nel 1924.